# 日置層群
日置層群（ひおきそうぐん、英:Hioki Group）は、日本の山口県長門市の旧日置町から黄波戸周辺、また下関市の特牛などに分布する地層。古第三系漸新統の海成層と陸成層から構成されている。主な岩相は礫岩・砂岩・泥岩で、凝灰岩・炭層を挟在する。ドシノルビス属（Dosinorbis）をはじめとする二枚貝の化石が産出する。

## 分布と層序
日置層群は日本の山口県北西部の大津郡北部地域と豊浦郡豊北町北部地域に分布しており、前者では黄波戸と油谷～日置、後者では特牛の計3地区に分かれている。下位層は白亜系あるいは玄武岩～デイサイトから構成される古第三紀の火山岩類であり、これらと日置層群との間には不整合面が存在する。上位層はアルカリ玄武岩、上部鮮新統、第四系であり、これらとの間にも不整合面が存在する。また、安山岩類の貫入が認められる地域もある。

## 区分と岩相
日置層群は下位から順に十楽層、黄波戸層、峠山層、人丸層に四分される。日置層群を4層に区分した岡本 (1970)は従来研究における境川層を十楽層と黄波戸層の2層に区分し、現在の区分を成立させた。
大まかに言えば十楽層と人丸層が非海成層、黄波戸層と峠山層が海成層であり、日置層群全体が大規模の海進-海退のサイクルを構成している。また海成層中にも小規模の海進-海退のサイクルが記録されている。黄波戸層と峠山層の堆積期間において海岸線は南北方向に走り、西側から河川により土砂が供給され、東側に海が存在したと推定されている。
十楽層
層厚は変化が著しく、300メートル以下。日置層群の分布域には本層を欠如する地域もあり、これは本層の堆積時に存在した基盤岩の起伏に起因すると見られている。
陸成層であり、デイサイト凝灰岩・礫岩・泥岩・砂岩を主体とし、石炭の薄層を挟在する。礫岩は下部、泥岩と凝灰岩は上部で発達しており、礫岩を構成する礫は主として流紋岩～石英安山岩質凝灰岩・変質安山岩・頁岩・花崗岩類・玄武岩などである。下位の基盤岩とは不整合の関係にあり、基底礫岩や紫赤色泥岩で接する様子が見られる。早坂 (1994)によれば、本層の堆積環境は網状河川である。
黄波戸層
層厚20～100メートル。
主に海成層で、汽水域の堆積物を含む。中～粗粒砂岩を主体とし、礫岩・シルト岩・凝灰岩を伴う。中～粗粒砂岩は凝灰質で淘汰が悪く、斜交葉理・級化層理・生物擾乱が認められる。細～中礫岩は基盤岩に起源を持つ亜円礫が粗粒砂岩により膠結されて形成されている。岡本 (1970)によれば肥中砂岩層と荒田凝灰岩層に二分でき、尾崎 (1999)によれば下部・中部・上部に三分できる。以下は尾崎 (1999)の見解に基づいて説明する。
下部の基底は汽水域の細礫岩であり、その上方は泥岩・砂岩泥岩互層・大型斜交層理礫岩～砂岩などが堆積している。中部は軽石層を挟在するデイサイト質凝灰岩と礫岩～礫質砂岩・砂岩の互層から構成される。上部は凝灰岩を挟在し、また凝灰岩質泥岩～シルト岩から粗粒砂岩～礫岩主体の地層への遷移を示す。
十楽層の堆積後、当該地域が沈水したことにより本層の堆積が開始した。本層中部の堆積期間中に海水が後退し、潮間帯や浅海帯が形成されていたとみられる。上部の堆積期間中には酸性凝灰岩の起源となった火成活動が起きた後、海水がさらに後退して炭層や淡水～汽水性堆積物が形成された。早坂 (1994)によれば、本層と峠山層は波浪営力と河川営力の卓越する沿岸域で堆積したとされる。
峠山層
層厚100～300メートル。
主に海成層。泥岩・砂泥互層・薄い泥岩層を挟在する砂岩～細粒礫岩というサイクルで上方粗粒化を示す厚さ数十メートルの層が累重する。上部では泥岩～炭質物を含む細粒砂岩が堆積しており、淘汰が良く軟弱な場合が多い。
本層は一度後退した海水が再び侵入し、潮間帯の環境で堆積を開始した。浅海環境で海進と海退を繰り返して水深を変化させた後、上部の堆積期間で浅化した。早坂 (1994)によれば、本層と黄波戸層は波浪営力と河川営力の卓越する沿岸域で堆積したとされる。
人丸層
層厚200～700メートル。
非海成層であり、最下部のCorbicula群集の存在から淡水環境での堆積が示唆される。砂泥互層を主体とし、砂岩部に斜交葉理や漣痕が見られ、特に黒い葉理が特徴とされる。泥岩・砂岩・礫岩・凝灰岩・石炭を挟在しており、凝灰岩は下部に多く見られる。また、本層を通して上方粗粒化を示す層が部分的に見られる。
尾崎 (1999)は凝灰岩にフィッショントラック法を用いた日置層群の放射年代測定を行っており、黄波戸層で27.0±2.4 Maと25.8±1.5 Ma、人丸層で23.1±1.6Maの年代値を得た。黄波戸層の年代は古第三紀漸新世に、人丸層の年代は新第三紀中新世の前半にあたる。

## 化石
日置層群は芦屋動物化石群に属する貝の化石が産出している。布施・小高 (1986)は黄波戸層・峠山層・人丸層の38ヶ所で化石を回収し、巻貝10属11種、掘足貝1属1種、二枚貝29属33種を同定した。これらの貝化石の多くはVenericardia属を除いて中粒砂岩～細礫岩において離弁し、細粒砂岩～泥岩において合弁あるいはそれに近い状態で産出している。布施・小高 (1986)によると、日置層群で得られた貝化石群集は生息した水深の深いものからVenericardia-Periploma群集、Siliqua群集、Venericardia-Acila群集、Venericardia群集、Glycymeris-Dosinia群集、Meretrix-Spisula群集、Crassostrea群集，Corbicula群集に分けられる。これらの構成属の多くが北緯35°～40°の温帯以南に生息し、またEuspira、Pitar、Callista、Cultellus、Saccellaが北緯30°～35°の暖温帯以南にのみ生息していることから、当時の日置層群は暖温帯の環境が広がっていたと考えられている。
日置層群からは植物化石も産出しており、珪化木や佐世保花粉群と酷似する花粉が得られている。また峠山層上部からはサメの歯や鯨類、またスッポン科スッポン亜科のカメ化石が得られている。

### 注記
1. 1 2  地名としての「日置」の読みは「へき」であるが、日置層群に関しては、文献のいずれも「ひおき」で読みが統一されている。